# HD135679
HD135679 — хімічно пекулярна зоря спектрального класу B9, що має видиму зоряну величину в смузі V приблизно  7,0.
Вона  розташована на відстані близько 805,3 світлових років від Сонця.

## Пекулярний хімічний склад
Зоряна атмосфера HD135679 має підвищений вміст 
Fe
.